# Alphonse-Charles Gayet
Pour les articles homonymes, voir Gayet.
Alphonse-Charles Gayet, né le 19 mai 1833 à Saint-Genis-Laval, et mort à Saint-Rambert-l'Île-Barbe 19 juillet 1904, est un médecin français.

## Biographie
Alphonse-Charles Gayet succède en 1862 à Louis Léopold Ollier en tant que chirurgien en chef de l'Hôtel-Dieu de Lyon et est professeur de clinique ophtalmologique à la faculté de médecine de Lyon dès 1876.

## Distinction
Alphonse-Charles Gayet est fait chevalier de la Légion d'honneur le 15 octobre 1871.